# 阿羅亞 (科羅拉多州)
阿羅亞（英語：Aroya）是位於美國科羅拉多州夏延縣的一個非建制地區。該地的面積和人口皆未知。

## 地理
阿羅亞的座標為38°51′14″N 103°07′32″W / 38.85389°N 103.12556°W，而該地的平均海拔高度為1396米（即4580英尺）。